# Stah Guentis
Stah Guentis est une commune de la wilaya de Tébessa en Algérie.

## Géographie

### Situation
| Babar (W. Khenchela) | El Mahmal (W. Khenchela), Ouled Rechache (W. Khenchela), El Olga | El Mezreaa |
| Babar (W. Khenchela) | Stah Guentis                                                     | Tlidjène   |
| Babar (W. Khenchela) | Ferkane                                                          | Negrine    |